# ZILCONIA
ZILCONIA（ジルコニア）は、今津直幸、藤田克洋からなるバンドである。

## メンバー
- 今津 直幸（いまづ なおゆき・11月10日 - AB型）（京都府出身）ボーカル、ギター

- 藤田 克洋（ふじた かつひろ・2月16日 - B型）（大阪府出身）ベース、コーラス

## 概要
1998年、音楽専門学校に、今津、植田、棚田（旧メンバー）、池田（旧メンバー）が4人バラバラに入学する。
2000年、専門学校卒業後、今津と棚田がZILcoNIAの土台となるバンドを結成し、同年9月に棚田が池田を誘う。ギターのメンバーが不安定なまま12月に初ライブが決定し、ライブ1ヶ月前「1ヶ月後、ライブやるからよろしく」と、わけのわからないままの植田のメンバー入りが強制的に決定。
その後、ライブ活動、アルバムなど数々の活動を経て、棚田、池田が脱退。2007年、藤田が正式メンバーとなる。
2004年8月、OSAKA MUSEで初のワンマンライヴを行い320人の動員をマーク。
そして2回目となるワンマンライヴを半年後の2005年2月に決行し、前回を上回る動員を記録する。
リリースも重ねCD収録曲は民放局のタイアップに繋がる。
イベントにも積極的に出演し、FM802主催の人気ライブイベント“MINAMI WHEEL”や隔月になんばHATCHで行われる”FLYING POSTMAN LIVE”には毎回出演。ツアーも重ねさらに活動の場を広げ、2009年より、ZILcoNIA自らのセルフプロデュースにより大阪を中心に東京、名古屋のライブハウス等で精力的に活動。さらに全国へと活動を広げ、ついに
2011年4月6日メジャーデビュー。
ライブハウス活動を中心に FM OSAKAでのラジオレギュラー番組、ショッピングモールでのインストアライブ、FM802とグランフロント大阪の共同企画に参加など 多方面においても積極的に活動。
2013年6月のBIG CAT、2014年1月のなんばHatchでのワンマンライブを立て続けにSold outにし 着実に動員を増やす。
2014年 新たな目標を掲げ 更なるステップを目指し 2ヶ月連続リリース東名京阪神ツアーを実施！
2017年3月15日メジャーデビュー。

## バンド名の由来
ダイヤモンドに似た輝きを持つ人工石“ジルコニア”に由来している（人の力が加わって輝く“ジルコニア”のように自分たちの力で輝けるように ）。

## 経歴
- 2000年 専門学校卒業後、棚田（旧メンバー）と今津がZILcoNIAの土台となるバンドを結成する。その頃、池田（旧メンバー）と植田は専門学校の簡単な演奏の仕事を必死でこなす。
- 2000年09月 池田は音楽性を気に入る前に人柄に惚れバンド入りを決意する。ギターのメンバーが不安定なまま12月に初ライブが決定
- 2000年11月 植田、メンバー入り、ZILcoNIAの誕生
- 2000年12月 初ライブを今津の出身地・京都で行う。40人動員
- 2001年05月 前事務所アーヴィングのライヴイベントに棚田のコネクションで参加する。
- 2001年??月 自主制作のCDを限定100枚で発売。収録曲は「WORD」「鏡」「Tricky person」「various machine」の4曲。
- 2002年07月 Real World Recordsより1stアルバム『INSIDE PRESSURE』をリリース。発売日に心斎橋HMVのインストアイベントで120枚売れ、この頃から少しずつ、名古屋・東京に進出。
- 2003年10月 2ndアルバム『cube』リリース。
- 2004年05月 1000枚数限定の『FIVE TRACKS』をリリース。
- 2004年08月 初ワンマンライブをOSAKA MUSEにて決行。320人の動員をマークし大盛況
- 2004年10月 FM802主催の人気ライブイベント“MINAMI WHEEL 2004”に初出演。
- 2005年01月 『FIVE TRACKS』初回生産分が完売 追加生産&全国発売も決定
- 2005年02月 2度目のワンマンライヴ@OSAKA MUSE,前回を越える動員で満員御礼
- 2005年04月 「星の忘れ物」が読売テレビ『オモシロ好奇心☆どろんぱ!』のエンディングテーマに決定。
- 2005年06月 「conception drive」がカラオケに登場
- 2005年07月 アルバム『sprout』をリリース。「conception drive」が毎日放送『まちウケ!』のエンディングテーマに決定。そして、MBSテレビおよびMBSラジオの『SOUND EGG』で7月のマンスリーアーティストに決定。
- 2005年08月 「24時間テレビ 愛は地球を救う」の大阪メイン会場にてライヴ。
- 2005年10月 2年連続でFM802主催「MINAMI WHEEL」への出演が決まる。さらに同イベントでお馴染みのパナソニックオキシライド乾電池のラジオCMソングに「remain」が決定する。
- 2005年10月16日 ベース池田脱退。
- 2006年07月15日 アルバム『amplified』をリリース。
- 2007年02月08日 ベース藤田克洋が正式メンバー入り。
- 2008年12月21日『smile』をリリース。
- 2009年10月17日 植田健一脱退。
- 2009年11月10日 『ひだまりの下/月と行進』(両A面)
- 2010年05月04日 OSAKA MUSEにてワンマンライブ『Natural smile#10』を行う

　　　　　　　　　　　　　アルバム『ナミダノニジ』同日発売
- 2010年05月08日 Shibuya O-Crestにてワンマンライブ『Naturaru smile#10』を行う
- 2010年11月16日 OSAKA MUSEにてワンマンライブ『natural smile#11~osaka~』を行う
- 2010年11月18日 shibuya STER LOUNGEにてワンマンライブ『natural smile#11~tokyo~』を行う
- 2011年01月06日 FM OSAKA85.1 毎週木曜21:00~「ZILcoNIAのRadio!Radio!Radio!」レギュラー放送開始
- 2011年04月06日 new album『Theory of the circle』をリリースと共にメジャーデビュー
- 2011年04月29日 chelsea Hotelにてレコ発ワンマンライブ『Natural Smile#12~tokyo~』
- 2011年05月29日 umeda AKASOにてレコ発ワンマンライブ『Natural Smile#13~osaka~』
- 2012年04月10日 umeda AKASOにて新しい目標を持って、テーマ改めワンマンライブ『Way to eight #1』を行う
- 2012年07月13日 『Way to you』をリリース
- 2012年12月23日 『シグナル』をリリース
- 2013年06月16日 心斎橋BIG CATにてワンマンライブ『Way to eight #4』
- 2013年10月 FM802主催「MINAMI WHEEL」への出演が決まる
- 2013年11月 eo Music Try 2013 ミズノ賞受賞
- 2014年01月05日 なんばHatchにてワンマンライブ『Beautiful world』
- 2014年03月09日 『笑顔の架け橋』リリース
- 2014年05月10日 『COUNT ONE』リリース
- 2014年6月 バンド名を『ZILcoNIA』から『ZILCONIA』へ
- 2014年07月23日 『Tomorrow's World』リリース
- 2014年08月 「現代メリーゴーランド」がフジテレビ+ドラマ『ラスト・ハネムーン』の挿入歌に決定
- 2014年10月 FM802主催「MINAMI WHEEL」への出演が決まる
- 2014年10月 「Canvas」がフジテレビ系全国ネット『奇跡体験！アンビリバボー』のエンディングテーマに決定
- 2015年4月02日 『CANVAS』リリース
- 2015年5月 「彼方」「キミニアイノウタ」がPS Vita 『アブナイ★恋の捜査室 ～Eternal Happiness～』のオープニング・エンディングに決定
- 2015年7月 「シグナル」が『飴とキス』実写化DVDのテーマソングに決定
- 2017年3月15日 new album『anew』をリリースと共にメジャーデビュー。OSAKA MUSEにてレコ発ワンマンライブを行う。
- 2017年4月 「Compass」が『たけしの健康エンターテインメント！みんなの家庭の医学』の2017年度4月〜6月のエンディングテーマとテレ玉(テレビ埼玉)の生放送番組『情報番組マチコミ』の4月のエンディングテーマに決定
- 2017年4月 「e.g.」がテレ玉(テレビ埼玉)の報道番組「ニュース930」4月～6月のエンディングテーマに決定

## ディスコグラフィー

### CD
- INSIDE PRESSURE（2002年7月4日）
- cube（2003年10月25日）
- FIVE TRACKS（2004年5月15日）
- sprout（2005年7月7日）：「conception drive」ストリートファイターズ（全国テレビ朝日系）
- amplified(2006年7月15日）
- smile(2008年12月21日）:ライブ会場限定発売
- 彼方（2009年2月8日）：ライブ会場限定発売
- UNTEI(2009年8月2日）：ライブ会場限定発売
- ひだまりの下/月と行進(2009年11月10日)：ライブ会場限定発売
- ナミダノニジ(2010年5月4日):ライブ会場枚数限定発売
- Theory of the circle(2011年4月6日）：Sony Music Group、Village Musicより発売
- Way to you(2012年7月13日))：ライブ会場限定発売
- シグナル(2012年12月23日)：ライブ会場限定発売
- 笑顔の架け橋(2014年03月09日)
- COUNT ONE(2014年05月10日)
- Tomorrow's World(2014年07月23日)
- CANVAS(2015年04月02日)
- anew(2017年3月15日)

### DVD
- ZILcoNIA Way to eight #4 @BIG CAT(2013年10月12日)：ライブ会場限定発売
- ZILCONIA LIVE 2014～Beautiful world～@なんばHatch(2014年10月31日)

## タイアップ
| タイトル             | タイアップ |
| -------------------- | --- |
| 星の忘れ物           | 読売テレビ『オモシロ好奇心☆どろんぱ!』エンディングテーマ |
| conception drive     | 毎日放送『マチウケ!』エンディングテーマ |
| remain               | ラジオCM：パナソニックオキシライド乾電池 読売テレビ『スタぴか! THOSE★AMAZING★KIDS!』エンディングテーマ                                                                                               |
| ホライズン           | テレビ埼玉『埼玉ドライブナビゲーション』エンディングテーマ |
| 君の紙飛行機         | CM：愛媛銀行 |
| 笑顔の架け橋         | LOVEフェス3.11 テーマソング |
| 現代メリーゴーランド | フジテレビオンデマンドドラマ『ラスト・ハネムーン』挿入歌 |
| Canvas               | フジテレビ系『奇跡体験!アンビリバボー』エンディングテーマ |
| 彼方                 | ジグノシステムジャパン『アブナイ★恋の捜査室 〜Eternal Happiness〜』オープニングテーマ |
| キミニアイノウタ     | ジグノシステムジャパン『アブナイ★恋の捜査室 〜Eternal Happiness〜』エンディングテーマ |
| シグナル             | 実写化DVD『飴とキス』テーマソング |
| Compass              | ABCテレビ・テレビ朝日系『たけしの健康エンターテインメント!みんなの家庭の医学』4月～6月エンディングテーマ テレビ埼玉『あなたとツクルまちコミュニケーション。 情報番組 マチコミ』4月エンディングテーマ |
| e.g.                 | テレビ埼玉『ニュース930』4月～6月エンディングテーマ |
| Once again           | 映画『大きい女の子は好きですか?』主題歌 |

## 楽曲提供
以下 藤田克洋 提供作品。 
SKE48
- 「せ〜ので言おうぜ!」（N-Gramと共作編曲・ベースREC）

NMB48
- 「だってだってだって」（N-Gramと共作編曲）